# Willem Carel Nakken
Willem Carel Nakken (Den Haag, 9 april 1835 - Rijswijk, 4 januari 1926) was een Nederlandse kunstschilder, aquarellist en tekenaar.

## Leven en werk
Nakken werd in 1835 in Den Haag geboren als zoon van de slijter Jan Willem Nakken en van Harmina Katrina Kamperman. Hij volgde opleidingen aan de Academie van beeldende kunsten in Den Haag en aan de Antwerpse Kunstacademie. Nakken was een leerling van Anthonie Franciscus Dona, die bekendstond als veeschilder. Hij schilderde genrevoorstellingen, landschappen, stadsgezichten, stillevens en dieren. Hij stond bekend als paardenschilder. Omstreeks 1859 werkte hij enige tijd in Oosterbeek. Hij maakte enkele studiereizen naar Normandië, waar hij schilderde in Le Havre en in Honfleur. Diverse schilderingen maakte hij in de omgeving van zijn woonplaats Den Haag, onder andere op het strand van Scheveningen. Buiten zijn woongebied schilderde hij ook in de Ardennen en in Zuid-Limburg. Hij woonde het laatste deel van zijn leven in het nabij Den Haag gelegen Rijswijk.
Nakken was lid van de kunstenaarsvereniging Arti et Amicitiae in Amsterdam en van het  schilderkunstig genootschap Pulchri Studio en van de Hollandsche Teekenmaatschappij in Den Haag. Hij had tentoonstellingen in Den Haag en in Amsterdam. Zijn werk werd opgenomen in de collecties van het Stedelijk Museum te Amsterdam, het Gemeentemuseum Den Haag, het Museum Boijmans Van Beuningen te Rotterdam, het Gemeentemuseum Arnhem en het Frans Hals Museum te Haarlem.
Nakken overleed in januari 1926 op 90-jarige leeftijd in zijn woonplaats Rijswijk. Hij werd begraven op donderdag 7 januari 1926 op de Nieuwe Algemene Begraafplaats te Rijswijk.

## Afbeeldingen

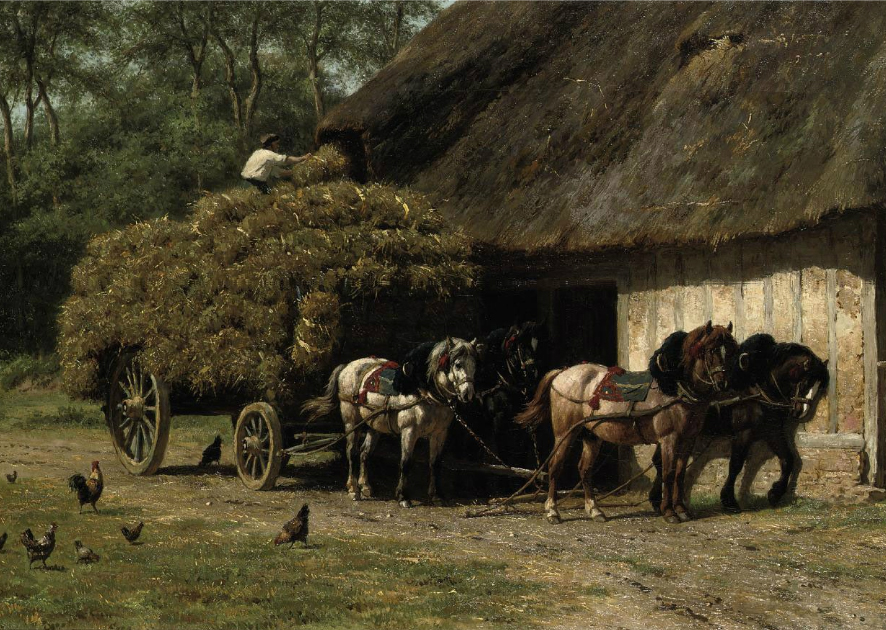
Lossen van de hooiwagen
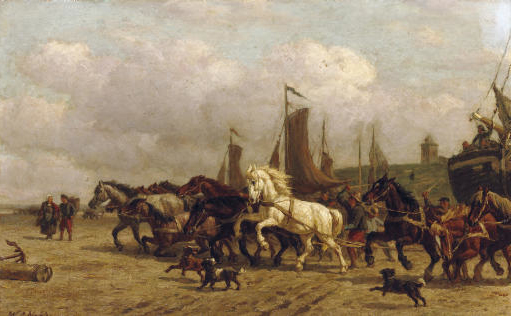
Paarden trekken bomschuit op het strand van Scheveningen

- Biografisch Portaal: 84930996
- Gemeinsame Normdatei: 125611717X
- International Standard Name Identifier: 0000 0000 6953 7712
- Nederlandse Thesaurus van Auteursnamen: 069945381
- RKD-Nederlands Instituut voor Kunstgeschiedenis: 58799
- Union List of Artist Names: 500016789
- Virtual International Authority File: 95784102
- WorldCat: E39PBJv4kRhyBdtP4CM6tvPhHC